# Littleton Groom
Littleton Groom (ur. 22 kwietnia 1867 w Toowoombie, zm. 6 listopada 1936 w Canberze) – australijski polityk, członek wielu gabinetów federalnych, w latach 1926-29 spiker Izby Reprezentantów.

## Życiorys

### Młodość
W młodości Groom był bardzo wysportowany - w szkole średniej był równocześnie kapitanem reprezentacji piłkarskiej i w krykiecie. Ukończył prawo na University of Melbourne, a następnie wybrał karierę prokuratora. Przez pewien czas orzekał także jako sędzia. Do parlamentu federalnego dostał się w wyniku pierwszych w dziejach Związku Australijskiego federalnych wyborów uzupełniających. Zasiadł tam w ławach Partii Protekcjonistycznej.

### Kariera rządowa
W 1905 po raz pierwszy wszedł do rządu, obejmując tekę ministra spraw wewnętrznych w drugim gabinecie Deakina. Postulował wtedy powołanie państwowych służb meteorologicznych oraz odrębnego ministerstwa rolnictwa. W 1906 został prokuratorem generalnym i pełnił ten urząd do 1908 roku. Przygotował ustawę wprowadzającą gwarantowane przez rząd federalny emerytury i renty. W 1909 Deakin powrócił do władzy i utworzył swój czwarty gabinet, w którym Groom stanął na czele resortu spraw zagranicznych. Doprowadził do powstania Wysokiej Komisji Australii w Londynie, pierwszej stałej placówki dyplomatycznej tego państwa. W 1910 przeszedł do opozycji, aby ponownie znaleźć się w rządzie w latach 1913-14, jako minister handlu i ceł w gabinecie Josepha Cooka.
W 1917 wszedł do czwartego gabinetu Hughesa jako wiceprzewodniczący Federalnej Rady Wykonawczej. W latach 1918–21 był ministrem robót publicznych i kolei, przyczyniając się do przyśpieszenia prac związanych z budową stolicy federalnej. Następnie ponownie objął urząd prokuratora generalnego, który piastował do 1925 roku, pod koniec swej kadencji łącząc go z tekami ministra handlu i ceł oraz ministra zdrowia. W 1924 był przewodniczącym australijskiej delegacji na piątą sesję Zgromadzenia Ligi Narodów, poświęconą głównie kwestiom arbitrażu międzynarodowego. Zagłosował za przyjęciem protokołu w tej sprawie, czym złamał udzielone mu przez gabinet instrukcje, nakazujące wstrzymać się od głosowania.

### Spiker Izby Reprezentantów
Pod koniec 1925 pod naciskiem premiera Bruce’a został zmuszony do rezygnacji z zasiadania w rządzie, ale w zamian otrzymał funkcję szefa izby niższej parlamentu, którą objął w styczniu 1926. Nadzorował proces przenosin parlamentu ze swojej tymczasowej siedziby w Melbourne do Canberry. W 1929 w Izbie Reprezentantów doszło do impasu w sprawie bardzo ważnej dla rządu Bruce’a ustawy o koncyliacji i arbitrażu. Głosowanie przyniosło remis, zaś zgodnie z prawem w takiej sytuacji spiker miał prawo do decydującego głosu. Odmówił jednak skorzystania z tego uprawnienia, czym doprowadził do odrzucenia ustawy i upadku rządu. Oficjalnie motywował to swoim krytycznym stosunkiem do przepisów ustawy, ale wielu odebrało tę decyzję jako polityczną zemstę na premierze.

### Polityczna emerytura
Doszło do przedterminowych wyborów, w których stracił swój mandat parlamentarny i zarabiał na życie prowadząc praktykę adwokacką w Brisbane. W 1931 został ponownie wybrany, startując jako kandydat niezależny, jednak szybko dołączył do Partii Zjednoczonej Australii. Zasiadał w Izbie Reprezentantów już do końca życia, zajmując się głównie kwestią przepisów regulujących zasady ogłaszania bankructw. Zmarł w 1936 w wieku 69 lat, przyczyną śmierci były kłopoty kardiologiczne.

### Odznaczenia
W 1924 został odznaczony Orderem św. Michała i św. Jerzego klasy Rycerz Komandor, co dało mu prawo do dopisywania przed nazwiskiem tytułu Sir. Od 1984 jego imię nosi federalny okręg wyborczy Groom w jego rodzinnym stanie Queensland.